# WASP-32
WASP-32は、うお座の方角におよそ907光年離れた位置にある恒星である。その周囲には、1つの太陽系外惑星が発見されている。

## 特徴
| 太陽 | WASP-32   |
| ---- | --------- |
| 太陽 | Exoplanet |

WASP-32は、スーパーWASP計画によって付与された名称で、それまではTYC 2-1155-1というのが、この星を指す名称としてよく用いられていた。
WASP-32は、太陽型の恒星で、見かけの等級は11.3である。表面温度は6,140Kで、G型星とみられる。年齢は、推定方法によって幅があるが、概ね数十億年と求められている。

## 惑星系
2010年、スーパーWASPグループは、南アフリカのWASP-Southによるトランジット法の観測から、この恒星の周りに惑星WASP-32bを発見した。WASP-32bは、典型的なホット・ジュピターで、質量は木星の2.6倍程度、2.7日周期で母星の周りを公転している。
| 名称 （恒星に近い順） | 質量           | 軌道長半径 （天文単位） | 公転周期 (日)       | 軌道離心率 | 軌道傾斜角  | 半径           |
| --------------------- | -------------- | ----------------------- | ------------------- | ---------- | ----------- | -------------- |
| b (Viculus)           | 2.63 ± 0.82 MJ | 0.034                   | 2.718660 ± 0.000002 | 0.0        | 85.1 ± 0.2° | 0.96 ± 0.15 RJ |

## 名称
2019年、世界中の全ての国または地域に1つの系外惑星系を命名する機会を提供する「IAU100 Name ExoWorldsプロジェクト」において、WASP-32とWASP-32bはシンガポール共和国に割り当てられる系外惑星系となった。このプロジェクトは、「国際天文学連合100周年事業」の一環として計画されたイベントの1つで、シンガポール国内での選考、国際天文学連合 (IAU) への提案を経て、太陽系外惑星とその母星に固有名が承認されるものであった。2019年12月17日、IAUから最終結果が公表され、WASP-32はParumleo、WASP-32bはViculusと命名された。Parumleoは、シンガポール独立闘争を象徴する「小獅子」を意味するラテン語。Viculusは、シンガポール人の精神を具象化した「小さな村」を意味するラテン語である。